# Geweihgerät von Essen-Frohnhausen
Das altsteinzeitliche Geweihgerät von Essen-Frohnhausen in Nordrhein-Westfalen wurde in den 1990er Jahren beim Bau einer Wohnanlage im Bereich des Grotehofes in Essen gefunden. Das schädelechte, teilweise durch längere Lagerung an der Oberfläche bemooste, fossilisierte Rothirschgeweihfragment zeigte Bearbeitungs- und Gebrauchsspuren. Die Untersuchung der Fundstelle erbrachte keine mit dem Fund in Zusammenhang stehenden Befunde.
Die historische Karte Honigmanns von 1803/06 verzeichnet einige Hofgebäude und mehrere Quelltöpfe. Die Fundstelle liegt heute inmitten überbauter Flächen. Das geologische Profil zeigt eine auf einem Sandsteinrücken aufliegende Sedimentlage der Oberkreide und darüber ein dünnes, weichseleiszeitliches Paket. Sofern die Funde nicht sekundär verlagert wurden, muss das eiszeitliche Schichtpaket bei den Bauarbeiten angeschnitten worden sein. Demnach würde das Objekt in die Altsteinzeit, zwischen 100.000 und 10.000 v. Chr. datieren, möglicherweise in die ältere Weichseleiszeit. Das Fragment stammt von der linken Geweihstange eines Rothirsches. Verschiedene Schnittspuren und die Tatsache, dass es sich um ein erjagtes Stück handelt, legen klar, dass das Objekt zugerichtet wurde. Schlagspuren an den Enden lassen annehmen, dass es als Hammer diente. 
Aus dem Essener Stadtgebiet gibt es ein weiteres schädelechtes, bearbeitetes Rothirschgeweihfragment. Beide Stücke datieren in die Weichseleiszeit.
Altsteinzeitliche Artefakte aus Hirschgeweih sind in der näheren Umgebung vergleichsweise selten. Aus den Emscherablagerungen bei Herne stammt ein Rosenteil eines Riesenhirsches. Dem Frohnhauser Artefakt vergleichbare Stücke stammen vom mitteldeutschen Fundplatz Bilzingsleben und Fundplätzen am östlichen Eifelrand (Ariendorf, Plaidter Hummerich und Tönchesberg). Während es sich bei den Geweihstücken am Eifelrand zumeist um Abwurfstangen handelt, besteht das Inventar von Bilzingsleben nur zu 55 % aus Abwurfstangen, die übrigen stammen von erlegtem Wild.
Dietrich Mania rekonstruiert basierend auf dem Bilzingslebener Geweihmaterial die Geweihbearbeitung sowie vier Abnutzungsstadien der Geräte. Entsprechend dieser Stufung würde das Essener Stück das letzte Abnutzungsstadium von Bilzingsleben repräsentieren.